# Whitney Smith
Whitney Smith (26. února 1940 Arlington, Massachusetts – 17. listopadu 2016 Peabody, Massachusetts) byl americký vexilolog.
V říjnu 1958 poprvé použil v článku Flags of the Arab World pojem vexilologie, který se posléze ve světě prosadil jako nejvhodnější mezinárodní výraz pro označení pomocné historické vědy o vlajkách.
Whitney Smith založil několika vexilologických organizací a první vexilologické periodikum na světě (The Flag Bulletin). Byl také v letech 1967–1989 generálním tajemníkem FIAV (Fédération Internationale des Associations Vexillologiques) a v letech 1967–1977 prezidentem NAVA (Severoamerické vexilologické asociace). Dr. Smith se zúčastnil i jednání 1. českého národního vexilologického kongresu, který uspořádala Česká vexilologická společnost v Hradci Králové v roce 1996.

## Dílo
Smith napsal 27 knih o vexilologii. K nejvýznamnějším patří:
- The Bibliography of Flags of Foreign Nations (1965)
- The Flag Book of the United States (1970)
- Flags Through the Ages and Across the World (1975)
- Flag Lore of all Nations (2001)

## Autorství vlajek

Guyanská vlajka Poměr stran: 3:5
Návrh Antarktické vlajky (1978) Poměr stran: 2:3

## Ocenění
- Driverova cena (1983)
- Laureát FIAV (1991)
- Čestný člen FIAV (2001)
- Vexillon (2007)

## Osobní vlajka
Whitney Smith si navrhl osobní vlajku. Ta je odvozena ze znaku, který navrhl kolem roku 1960. Je tvořena čtvercovým listem kosmo děleným. V horním bílém poli je černé kladivo. Spodní pole je červené s bílou, černě konturovanou knihou. Symbol kladiva se vztahuje k příjmení Smith (anglicky kovář), černá a bílá jsou odvozeny z francouzské vlajky templářů a znamenají "milý k příteli a hrozný k nepříteli". Kniha znázorňuje jeho zálibu číst i psát knihy a je odvozena ze znaku Harvardovy univerzity, na které získal doktorát.